# Чорногорія на літніх Олімпійських іграх 2012
Чорногорія на літніх Олімпійських іграх 2012 в Лондоні була представлена 34 спортсменами (18 чоловіками та 16 жінками) в 7 видах спорту — легка атлетика, бокс, гандбол, дзюдо, вітрильний спорт, стрільба та водне поло. Прапороносцем на церемонії відкриття Олімпіади був дзюдоїст Срдан Мрвалєвич, а на церемонії закриття — гандболістка Бояна Попович.
Чорногорія, як незалежна держава, вдруге взяла участь в літніх Олімпійських іграх і здобула одну срібну медаль у жіночому турнірі з водного поло. Це перша олімпійська медаль Чорногорії в історії.

## Нагороди
| Медаль | Спортсмен | Вид спорту | Дисципліна |
| ------ | --- | ---------- | ---------- |
| Срібло | Жіноча збірна Чорногорії з гандболу Соня Бар'яктарович Анджела Булатович Катаріна Булатович Ана Джокич Марія Йованович Мілена Кнежевич Сузана Лазович Майда Мехмедович Радміла Мілянич Бояна Попович Йованка Радічевич Ана Радович Мая Савич Марина Вукчевич | Гандбол    | жінки      |

## Спортсмени
| Вид спорту       | Чоловіки | Жінки | Загалом |
| ---------------- | -------- | ----- | ------- |
| Легка атлетика   | 1        | 1     | 2       |
| Бокс             | 1        | 0     | 1       |
| Гандбол          | 0        | 14    | 14      |
| Дзюдо            | 1        | 0     | 1       |
| Вітрильний спорт | 1        | 0     | 1       |
| Стрільба         | 1        | 0     | 1       |
| Водне поло       | 12       | 0     | 12      |
| Загалом          | 18       | 16    | 34      |

## Бокс
| Спортсмен       | Категорія           | 1/32 фіналу               | 1/16 фіналу        | Чвертьфінали       | Півфінали          | Фінал / БМ         | Фінал / БМ        |
| Спортсмен       | Категорія           | Суперник Результат        | Суперник Результат | Суперник Результат | Суперник Результат | Суперник Результат | Місце             |
| --------------- | ------------------- | ------------------------- | ------------------ | ------------------ | ------------------ | ------------------ | ----------------- |
| Бошко Драшкович | до 81 кг (чоловіки) | Осмар Браво (NCA) L 11–16 | завершив змагання  | завершив змагання  | завершив змагання  | завершив змагання  | завершив змагання |

## Вітрильний спорт
| Спортсмен     | Дисципліна | Заплив | Заплив | Заплив | Заплив | Заплив | Заплив | Заплив | Заплив | Заплив | Заплив | Заплив | Бали | Підсумкове місце |
| Спортсмен     | Дисципліна | 1      | 2      | 3      | 4      | 5      | 6      | 7      | 8      | 9      | 10     | M*     | Бали | Підсумкове місце |
| ------------- | ---------- | ------ | ------ | ------ | ------ | ------ | ------ | ------ | ------ | ------ | ------ | ------ | ---- | ---------------- |
| Мілівой Дукич | Лазер      | 26     | 33     | 35     | 32     | 22     | 30     | 24     | 38     | 23     | 24     | EL     | 249  | 30               |

M = Медальний заплив; EL = Вибув – не потрапив до медального запливу

## Водне поло

### Чоловічий турнір
Склад команди
Головний тренер: Ранко Перович
| №  | Спортсмен          | Поз. | Зріст                  | Вага              | ДН              | Клуб              |
| -- | ------------------ | ---- | ---------------------- | ----------------- | --------------- | ----------------- |
| 1  | Денис Шефик        | D    | 1,98 м (6 фут 6 дюйм)  | 115 кг (254 фунт) | 20 вересня 1976 | ASD Civitavecchia |
| 2  | Драшко Бргулян     | D    | 1,94 м (6 фут 4 дюйм)  | 88 кг (194 фунт)  | 27 грудня 1984  | TEVA-Vasas-UNIQA  |
| 3  | Вєкослав Паскович  | D    | 1,81 м (5 фут 11 дюйм) | 85 кг (187 фунт)  | 23 березня 1985 | Posillipo         |
| 4  | Антоніо Петрович   | CB   | 1,93 м (6 фут 4 дюйм)  | 95 кг (209 фунт)  | 24 вересня 1982 | RN Savona         |
| 5  | Драган Драскович   | D    | 1,92 м (6 фут 4 дюйм)  | 94 кг (207 фунт)  | 1 вересня 1988  | RN Bogliasco      |
| 6  | Александар Радович | D    | 1,91 м (6 фут 3 дюйм)  | 95 кг (209 фунт)  | 24 лютого 1987  | VK Partizan       |
| 7  | Младжан Янович     | D    | 1,91 м (6 фут 3 дюйм)  | 94 кг (207 фунт)  | 11 червня 1984  | RN Savona         |
| 8  | Ніокла Янович      | D    | 1,91 м (6 фут 3 дюйм)  | 100 кг (220 фунт) | 22 березня 1980 | VK Jug Dubrovnik  |
| 9  | Александар Івович  | CB   | 1,97 м (6 фут 6 дюйм)  | 105 кг (231 фунт) | 24 лютого 1986  | PVK Jadran        |
| 10 | Борис Злокович     | CF   | 1,97 м (6 фут 6 дюйм)  | 100 кг (220 фунт) | 16 березня 1983 | Pro Recco         |
| 11 | Вдадимир Гойкович  | D    | 1,88 м (6 фут 2 дюйм)  | 92 кг (203 фунт)  | 29 січня 1981   | PVK Jadran        |
| 12 | Предраг Йокич      | CF   | 1,88 м (6 фут 2 дюйм)  | 96 кг (212 фунт)  | 3 лютого 1983   | VK Budva          |
| 13 | Мілош Щепанович    | GK   | 1,85 м (6 фут 1 дюйм)  | 89 кг (196 фунт)  | 9 жовтня 1982   | PVK Jadran        |

Груповий етап
| Команда         | І | В | Н | П | З  | П  | РМ  | О |
| --------------- | - | - | - | - | -- | -- | --- | - |
| Сербія          | 5 | 4 | 1 | 0 | 69 | 38 | +31 | 9 |
| Чорногорія      | 5 | 3 | 1 | 1 | 54 | 41 | +13 | 7 |
| Угорщина        | 5 | 3 | 0 | 2 | 65 | 52 | +13 | 6 |
| США             | 5 | 3 | 0 | 2 | 43 | 44 | -2  | 6 |
| Румунія         | 5 | 1 | 0 | 4 | 48 | 55 | -7  | 2 |
| Велика Британія | 5 | 0 | 0 | 5 | 28 | 77 | -49 | 0 |

Матчі
| 29 липня 2012 21.40 | протокол | Чорногорія                               | 7 – 8 | США                | Ватерпольна арена, Лондон Арбітр: Георгіос Ставрідіс, Деніел Флехайв |
| 29 липня 2012 21.40 | протокол | Рахунок за періодами: 1-1, 1-3, 2-2, 3-2 |       |                    | Ватерпольна арена, Лондон Арбітр: Георгіос Ставрідіс, Деніел Флехайв |
| 29 липня 2012 21.40 | протокол | 3 - Александар Івович                    | Голів | 3 - Пітер Вареллас | Ватерпольна арена, Лондон Арбітр: Георгіос Ставрідіс, Деніел Флехайв |

| 31 липня 2012 12.00 | протокол | Угорщина                                 | 10 – 11 | Чорногорія         | Ватерпольна арена, Лондон Арбітр: Серхі Боррель Санчез, Деніел Флехайв |
| 31 липня 2012 12.00 | протокол | Рахунок за періодами: 2-2, 3-4, 3-3, 2-2 |         |                    | Ватерпольна арена, Лондон Арбітр: Серхі Боррель Санчез, Деніел Флехайв |
| 31 липня 2012 12.00 | протокол | 3 - Петер Бірош                          | Голів   | 3 - Драшко Бргулян | Ватерпольна арена, Лондон Арбітр: Серхі Боррель Санчез, Деніел Флехайв |

| 2 серпня 2012 15.10 | протокол | Чорногорія                               | 11 – 11 | Сербія                | Ватерпольна арена, Лондон Арбітр: Георгіос Ставрідіс, Массіміліано Капуті |
| 2 серпня 2012 15.10 | протокол | Рахунок за періодами: 1-3, 2-1, 5-4, 3-3 |         |                       | Ватерпольна арена, Лондон Арбітр: Георгіос Ставрідіс, Массіміліано Капуті |
| 2 серпня 2012 15.10 | протокол | 3 - Александар Івович                    | Голів   | 5 - Андрія Прлаїнович | Ватерпольна арена, Лондон Арбітр: Георгіос Ставрідіс, Массіміліано Капуті |

| 4 серпня 2012 12.00 | протокол | Чорногорія                               | 12 – 8 | Румунія | Ватерпольна арена, Лондон Арбітр: Алан Балфанбаєв, Деніел Флехайв |
| 4 серпня 2012 12.00 | протокол | Рахунок за періодами: 3-1, 2-1, 3-2, 4-4 |        |         | Ватерпольна арена, Лондон Арбітр: Алан Балфанбаєв, Деніел Флехайв |

| 6 серпня 2012 20.20 | протокол | Велика Британія                          | 4 – 13 | Чорногорія | Ватерпольна арена, Лондон Арбітр: Шівей Ні, Казухіко Макіта |
| 6 серпня 2012 20.20 | протокол | Рахунок за періодами: 1-4, 2-4, 1-2, 0-3 |        |            | Ватерпольна арена, Лондон Арбітр: Шівей Ні, Казухіко Макіта |

Чвертьфінал
| 8 серпня 2012 17.50 | протокол | Іспанія                                  | 9 – 11 | Чорногорія | Ватерпольна арена, Лондон |
| 8 серпня 2012 17.50 | протокол | Рахунок за періодами: 4-4, 1-3, 1-3, 3-1 |        |            | Ватерпольна арена, Лондон |

Півфінал
| 10 серпня 2012 17.40 | протокол | Хорватія                                 | 7 – 5 | Чорногорія | Ватерпольна арена, Лондон |
| 10 серпня 2012 17.40 | протокол | Рахунок за періодами: 3-1, 2-0, 2-2, 0-2 |       |            | Ватерпольна арена, Лондон |

Матч за 3-є місце
| 12 серпня 2012 16.30 | протокол | Чорногорія                               | 11 – 12 | Сербія | Ватерпольна арена, Лондон |
| 12 серпня 2012 16.30 | протокол | Рахунок за періодами: 2-3, 3-1, 5-4, 1-4 |         |        | Ватерпольна арена, Лондон |

Підсумок
Збірна Чорногорії посіла 4 місце

## Гандбол

### Жіночий турнір
Склад команди
Head coaches: Драган Аджич
| №  | Поз. | Ім'я               | Дата народження (вік)            | Зріст  | Ігри | Голи | Клуб           |
| -- | ---- | ------------------ | -------------------------------- | ------ | ---- | ---- | -------------- |
| 1  | GK   | Марина Вукчевич    | 24 серпня 1993 (вік 18 років)    | 1.75 m |      |      | ŽRK Budućnost  |
| 2  | RW   | Радміла Мілянич    | 19 квітня 1988 (вік 24 роки)     | 1.57 m |      |      | ŽRK Budućnost  |
| 4  | RW   | Йованка Радичевич  | 23 жовтня 1986 (вік 25 років)    | 1.70 m |      |      | Győri Audi     |
| 5  | P    | Ана Джокич         | 9 лютого 1979 (вік 33 роки)      | 1.65 m |      |      | ŽRK Budućnost  |
| 8  | LB   | Марія Йованович    | 26 грудня 1985 (вік 26 років)    | 1.82 m |      |      | Oltchim Vâlcea |
| 9  | CB   | Ана Радович        | 21 серпня 1986 (вік 25 років)    | 1.75 m |      |      | ŽRK Budućnost  |
| 10 | CB   | Анджела Булатович  | 15 січня 1987 (вік 25 років)     | 1.75 m |      |      | ŽRK Budućnost  |
| 12 | GK   | Соня Бар'яктарович | 11 вересня 1986 (вік 25 років)   | 1.80 m |      |      | ŽRK Budućnost  |
| 14 | LW   | Мая Савич          | 29 квітня 1976 (вік 36 років)    | 1.76 m |      |      | ŽRK Budućnost  |
| 17 | LB   | Бояна Попович      | 20 листопада 1979 (вік 32 роки)  | 1.85 m |      |      | ŽRK Budućnost  |
| 26 | P    | Сузана Лазович     | 28 січня 1992 (вік 20 років)     | 1.76 m |      |      | ŽRK Budućnost  |
| 32 | RB   | Катаріна Булатович | 15 листопада 1984 (вік 27 років) | 1.86 m |      |      | Oltchim Vâlcea |
| 77 | LW   | Майда Мехмедович   | 25 травня 1990 (вік 22 роки)     | 1.71 m |      |      | ŽRK Budućnost  |
| 90 | CB   | Мілена Кнежевич    | 12 березня 1990 (вік 22 роки)    | 1.77 m |      |      | ŽRK Budućnost  |

Груповий етап
| Місце | Команда         | В | Н | П | ГЗ  | ДП  | +/- | Очки |
| ----- | --------------- | - | - | - | --- | --- | --- | ---- |
| 1     | Бразилія        | 4 | 0 | 1 | 137 | 122 | +15 | 8    |
| 2     | Хорватія        | 4 | 0 | 1 | 145 | 115 | +30 | 8    |
| 3     | Росія           | 3 | 1 | 1 | 151 | 125 | +26 | 7    |
| 4     | Чорногорія      | 2 | 1 | 2 | 137 | 123 | +14 | 5    |
| 5     | Ангола          | 1 | 0 | 4 | 132 | 142 | -10 | 2    |
| 6     | Велика Британія | 0 | 0 | 5 | 91  | 166 | -75 | 0    |

| 28 липня 19:30 | Звіт | Чорногорія            | 31: 19 (18:12) | Велика Британія  | Копер Бокс Глядачів: 3941 Судді: Анамарія Дута, Діана Флореску |
| 28 липня 19:30 | Звіт | Анджела Булатович — 5 | Голи           | Марі Герброн — 6 | Копер Бокс Глядачів: 3941 Судді: Анамарія Дута, Діана Флореску |

| 30 липня 19:30 | Звіт | Бразилія                   | 27: 25 (15:16) | Чорногорія             | Копер Бокс Глядачів: 3974 Судді: Пер Олесеві, Ларс Педерсен |
| 30 липня 19:30 | Звіт | Алешандре ду Насіменто — 8 | Голи           | Катаріна Булатович — 5 | Копер Бокс Глядачів: 3974 Судді: Пер Олесеві, Ларс Педерсен |

| 1 серпня 11:15 | Звіт | Чорногорія                            | 30: 25 (13:14) | Ангола              | Копер Бокс Глядачів: 4354 Судді: Мохамед Аль-Нуаімі, Омар Омар |
| 1 серпня 11:15 | Звіт | Бояна Попович, Катаріна Булатович — 6 | Голи           | Азенаіде Карлос — 7 | Копер Бокс Глядачів: 4354 Судді: Мохамед Аль-Нуаімі, Омар Омар |

| 3 серпня 14:30 | Звіт | Хорватія           | 27: 26 (12:12) | Чорногорія          | Копер Бокс Глядачів: 4541 Судді: Оскар Лопес, Анхель Сабросо |
| 3 серпня 14:30 | Звіт | Бояна Попович — 10 | Голи           | Андреа Пенезіч — 10 | Копер Бокс Глядачів: 4541 Судді: Оскар Лопес, Анхель Сабросо |

| 5 серпня 14:30 | Звіт | Чорногорія             | 25: 25 (15:17) | Росія        | Копер Бокс Глядачів: 4444 Судді: Кеннет Абрахамс, Арне Крістіансен |
| 5 серпня 14:30 | Звіт | Катаріна Булатович — 7 | Голи           | 3 гравця — 4 | Копер Бокс Глядачів: 4444 Судді: Кеннет Абрахамс, Арне Крістіансен |

Чвертьфінал
| 7 серпня 20:30 | Звіт | Франція            | 22: 23 (13:13) | Чорногорія                            | Копер Бокс Глядачів: 4559 Судді: Пер Олесеві, Ларс Педерсен |
| 7 серпня 20:30 | Звіт | Марьям Сіньяте — 5 | Голи           | Бояна Попович, Катаріна Булатович — 6 | Копер Бокс Глядачів: 4559 Судді: Пер Олесеві, Ларс Педерсен |

Півфінал
| 9 серпня 20:30 | Звіт | Іспанія                 | 26: 27 (13:13) | Чорногорія             | Баскетбольна арена Глядачів: 9087 Судді: Ненад Крстіч, Петер Любич |
| 9 серпня 20:30 | Звіт | Нелі Карла Альберто — 6 | Голи           | Катаріна Булатович — 9 | Баскетбольна арена Глядачів: 9087 Судді: Ненад Крстіч, Петер Любич |

Фінал
| 11 серпня 20:30 | Звіт | Норвегія              | 26: 23 (13:10) | Чорногорія              | Баскетбольна арена Глядачів: 9739 Судді: Шарлот Бонавентура, Жюлі Бонавентура |
| 11 серпня 20:30 | Звіт | Лінн Єрум Суланн — 10 | Голи           | Катаріна Булатович — 10 | Баскетбольна арена Глядачів: 9739 Судді: Шарлот Бонавентура, Жюлі Бонавентура |

Підсумок
Збірна Чорногорії здобула срібну медаль

## Дзюдо
| Спортсмен        | Категорія           | 1/32 фіналу        | 1/16 фіналу                       | 1/8 фіналу                            | Чвертьфінали       | Півфінали          | Втішний поєдинок   | Фінал / БМ         | Фінал / БМ        |
| Спортсмен        | Категорія           | Суперник Результат | Суперник Результат                | Суперник Результат                    | Суперник Результат | Суперник Результат | Суперник Результат | Суперник Результат | Місце             |
| ---------------- | ------------------- | ------------------ | --------------------------------- | ------------------------------------- | ------------------ | ------------------ | ------------------ | ------------------ | ----------------- |
| Срджан Мрвалєвич | до 81 кг (чоловіки) | Bye                | Джосатекі Наулу (FIJ) W 0111–0003 | Антуан Валуа-Фортьє (CAN) L 0011–0112 | Завершив змагання  | Завершив змагання  | Завершив змагання  | Завершив змагання  | Завершив змагання |

## Легка атлетика
Трекові і шосейні дисципліни
| Спортсмен          | Дисципліна      | Фінал      | Фінал |
| Спортсмен          | Дисципліна      | Результат  | Місце |
| ------------------ | --------------- | ---------- | ----- |
| Сладжана Перунович | марафон (жінки) | 2:39:07 NR | 77    |

Польові дисциапліни
| Спортсмен      | Дисципліна               | Кваліфікація       | Кваліфікація | Фінал              | Фінал           |
| Спортсмен      | Дисципліна               | Результат у метрах | Місце        | Результат у метрах | Місце           |
| -------------- | ------------------------ | ------------------ | ------------ | ------------------ | --------------- |
| Данієл Фуртула | метання диска (чоловіки) | 57.48              | 38           | Завершив виступ    | Завершив виступ |

## Стрільба
| Спортсмен        | Дисицпліна                             | Кваліфікація | Кваліфікація | Фінал             | Фінал             |
| Спортсмен        | Дисицпліна                             | Бали         | Місце        | Бали              | Мічце             |
| ---------------- | -------------------------------------- | ------------ | ------------ | ----------------- | ----------------- |
| Нікола Шаранович | пістолет, 50 м (чоловіки)              | 524          | 38           | Завершив змагання | Завершив змагання |
| Нікола Шаранович | пневматичний пістолет, 10 м (чоловіки) | 565          | 41           | Завершив змагання | Завершив змагання |